# Leptotarsus (Longurio) silvester
Leptotarsus (Longurio) silvester is een tweevleugelige uit de familie langpootmuggen (Tipulidae). De soort komt voor in het Afrotropisch gebied.